# Morze (album)
Morze – debiutancki album studyjny Ralpha Kamińskiego wydany 14 listopada 2016 roku.
Nagrania uzyskały certyfikat złotej płyty.

## Lista utworów
1. „Apple Air” – 3:30
2. „Morze” – 4:18
3. „Lato bez Ciebie” – 3:23
4. „Zawsze” – 3:52
5. „Podobno” – 4:02
6. „Jan” – 4:16
7. „Mój hymn o Warszawie” – 4:21
8. „Los” – 4:13
9. „Grudniowa piosenka” – 6:34
10. „I znów” – 6:04
11. „Kocham” – 4:43
12. „Meybick Song” – 5:46
13. „Outro” – 1:06